# Belo Monte
Belo Monte is een gemeente in de Braziliaanse deelstaat Alagoas. De gemeente telt 7.238 inwoners (schatting 2009).